# 1956 au théâtre
| Années du théâtre : 1953 - 1954 - 1955 - 1956 - 1957 - 1958 - 1959    |
| Décennies du théâtre : 1920 - 1930 - 1940 - 1950 - 1960 - 1970 - 1980 |

Cet article présente les faits marquants de l'année 1956 au théâtre.

## Pièces de théâtre représentées
- 29 janvier : La Visite de la vieille dame de Friedrich Dürrenmatt, Zurich
- 25 février : L'Impromptu de l'Alma d'Eugène Ionesco, Studio des Champs-Élysées
- avril 1956 : Le mari ne compte pas de Roger-Ferdinand, mise en scène Jacques Morel, théâtre Édouard VII
- 20 septembre : Requiem pour une nonne de William Faulkner, adaptation et mise en scène Albert Camus, Théâtre des Mathurins
- 22 septembre : Le Miroir d'Armand Salacrou, mise en scène Henri Rollan, Théâtre des Ambassadeurs
- Le Balcon de Jean Genet, Londres (première version)

## Décès
- 14 août : Bertoldt Brecht, dramaturge, metteur en scène et théoricien allemand.